# اوله اوستاپنکو (مدیر)
اوله اوستاپنکو (اوکراینی: Олег Володимирович Остапенко؛ زادهٔ ۲۷ اکتبر ۱۹۷۷) بازیکن فوتبال اهل اوکراین است.
از باشگاه‌هایی که در آن بازی کرده‌است می‌توان به باشگاه فوتبال کریفباس کریفیی ریه، باشگاه فوتبال اوبولون-برووار کیف، باشگاه فوتبال ماریوپول، باشگاه فوتبال متالیست خارکوف، باشگاه فوتبال کشله، باشگاه فوتبال اورارتو، و باشگاه فوتبال فورسکلا پولتاوا اشاره کرد.